# Stefanie Dvorak
Pour les articles homonymes, voir Dvorak.
Stefanie Dvorak (née le 8 janvier 1975  à Graz) est une actrice autrichienne.

## Biographie
Originaire de Styrie, Stefanie Dvorak suit une formation théâtrale de 1995 à 1999 au Max Reinhardt Seminar à Vienne. Parlant les dialectes viennois et styrien ainsi que l'anglais et l'italien, elle fait partie de l'ensemble du Burgtheater depuis mai 1999.

## Filmographie

### Cinéma
- 2005 : Nitro
- 2007 : 42plus
- 2007 : Darum
- 2008 : Falco – Verdammt, wir leben noch!
- 2010 : 3faltig
- 2010 : Furcht und Zittern

### Télévision
Téléfilms
- 2000 : Edelweiss
- 2006: Une femme sans cœur
- 2006: Prince Rodolphe : l'héritier de Sissi
- 2007: Die Geschworene
- 2008: Sur un air de tango
- 2010: Die Mutprobe
- 2011: Les Trois font la père
- 2013: Medcrimes – Nebenwirkung Mord (de)
- 2014 : Clara Immerwahr (de)

Séries télévisées
- 2000 : Rex, chien flic: L'Assassin de la pleine lune
- 2001: Rex, chien flic: À la dernière seconde
- 2002: Rex, chien flic: Drôles de cadeaux
- 2003–2004: Trautmann (épisodes Lebenslänglich et Das Spiel ist aus)
- 2004-2009: Dorfers Donnerstalk (de) (talk-show)
- 2010: Eine Couch für alle (de) (3 épisodes)
- 2011: Schnell ermittelt
- 2011: Tatort: Ausgelöscht
- 2012: Tatort: Falsch verpackt
- 2013: Tatort: Zwischen den Fronten
- 2013: SOKO Donau (de)
- 2014 : Tatort: Abgründe

## Source de la traduction
- (de) Cet article est partiellement ou en totalité issu de l’article de Wikipédia en allemand intitulé « Stefanie Dvorak » (voir la liste des auteurs).